# Brama Portowa II
Brama Portowa II ist ein Bürogebäude der A-Klasse in Stettin, das sich an der Ecke der Niepodległości-Allee und Brama-Portowa-Platz, in der Stadtsiedlung Centrum, im Stadtbezirk Śródmieście befindet. Das Gebäude ist mit dem LEED-Platinum-Zertifikat ausgezeichnet.
Brama Portowa II ist ein siebenstöckiges, freistehendes, modernes Bürogebäude. Das Untergeschoss beherbergt eine Tiefgarage. Im Erdgeschoss befinden sich Nutzräume und in den oberen Stockwerken Büroräume.

## Geschichte
Von den 1980er Jahren bis 2008 befanden sich an der Stelle des heutigen Bürogebäudes vorläufige Pavillons und Handelskioske, die „Koguciki“ genannt wurden. 2008 ging das Gelände in den Besitz von Inter IKEA Centre Polska über. Der neue Eigentümer hat im Januar 2011 mit den Bauarbeiten begonnen. Das Gebäude wurde im November 2012 in Betrieb genommen.
Ende Januar 2021 wurde das Bürogebäude Brama Portowa II zusammen mit dem benachbarten Brama Portowa I an den österreichischen Fonds FLE SICAV FIS verkauft.